# Герцогство Латера
Герцогство Латера (итал. Ducato di Latera) — небольшой феод, анклав в Папской области, в нескольких километрах к западу от озера Больсена (в современной провинции Витербо), которому удавалось сохранить определенную автономию в течение 260 лет, с 1408 года по 1602 год как синьория, а с 1602 по 1668 год как герцогство.

## История

### Фарнезе в Латере
В 1408 году папа римский Григорий XII даровал роду Фарнезе викариат в Латере. Таким образом было создано новое феодальное владение, отдельное от герцогства Кастро. Первый синьор Латеры Бартоломео I Фарнезе был прогрессивным правителем: при нём в Латере была одобрена выдача финансовых средств крестьянам, он запретил неравномерную вырубку лесов и при нём был создан водопровод. Тёща герцога, Изабелла Паллавичино, женщина способная и дальновидная, внушила своему зятю идею открыть типографию. Чтобы показать свой высокий статус, Фарнезе из Латеры использовали особые геральдические знаки, как, например, знак Пьера Бертольдо II, изображавший, помимо шести лилий, башню.

Жизнь в Латере была менее бурной, чем в соседнем Кастро, и просуществовало он дольше: поэт Антонио Онгаро написал несколько сонетов, восхваляющих семью, и служил первому герцогу, Марио I Фарнезе, в качестве придворного секретаря, выполняя административные, судебные и регентские обязанности.
Марио I издал в 1583 году Статут, и как Фарнезе, так и Латера получили свод норм в области публичного и частного права. Упомянутый синьор велел построить в Фарнезе (Синьория с Латерой, основанная в 1452 году, которая входила в состав герцогства, но была вынуждена уступить Латере главную роль) монастырь капуцинов, где он и был похоронен вместе с женой Камиллой и потомками (другие представители рода были погребены в церкви Сантиссимо Сальваторе).
В начале XVII века произошла трагедия, нарушившая спокойное течение жизни: во время охоты на медведя Орсини, граф Питильяно, убил наследника герцогства Пьера Латера, сына Пьеро Франческо и племянника Марио I. Этот эпизод глубоко потряс семью и население и до сих пор вспоминается.
В Латере о Фарнезе напоминают прежде всего палаццо и замок с приходской церковью Сан-Клементе и герцогским фонтаном: комплекс зданий был перестроен в XVI веке, чтобы семья могла с комфортом в нем проживать.
Маленькое герцогство, которое в 1649 году избежало драматического конца Кастро, пережило его на девятнадцать лет и было поглощено в 1668 году Папским государством после угасания правящей фарнезианской ветви со смертью кардинала Джироламо.

### Список правителей
| №        | Титул  | Имя                  | Период правления |
| -------- | ------ | -------------------- | ---------------- |
| 1        | Синьор | Бартоломео I Фарнезе | 1408—1452        |
| 2        | Синьор | Пьер Бартольдо I     | 1452—1489        |
| 3        | Синьор | Галеаццо I           | 1489—1540        |
| 4        | Синьор | Пьер Бартольдо II    | 1540—1560        |
| 5        | Синьор | Галеаццо II          | 1560—1575        |
| 6        | Синьор | Фабио I              | 1575—1579        |
| 7        | Герцог | Марио I              | 1579—1619        |
| 8        | Герцог | Франческо I          | 1619—1625        |
| 9        | Герцог | Пьер Франческо       | 1625—1672        |
| 10       | Герцог | Джироламо Фарнезе    | 1672—1678        |
| Источник |        |                      |                  |